# Orahili (Bawolato)
Orahili is een bestuurslaag in het regentschap Nias van de provincie Noord-Sumatra, Indonesië. Orahili telt 589 inwoners (volkstelling 2010).